# Taylor Ellis-Watson
Taylor Ellis-Watson (Estados Unidos, 6 de mayo de 1993) es una atleta estadounidense, especializada en la prueba de 4x400 m en la que llegó a ser campeona olímpica en 2016.

## Carrera deportiva
En los JJ. OO. de Río 2016 ganó la medalla de oro en los relevos 4x400 metros, con un tiempo de 3:19.06 segundos, por delante de Jamaica y Reino Unido, siendo sus compañeras de equipo: Courtney Okolo, Natasha Hastings, Phyllis Francis y Allyson Felix.